# Hess lighTram

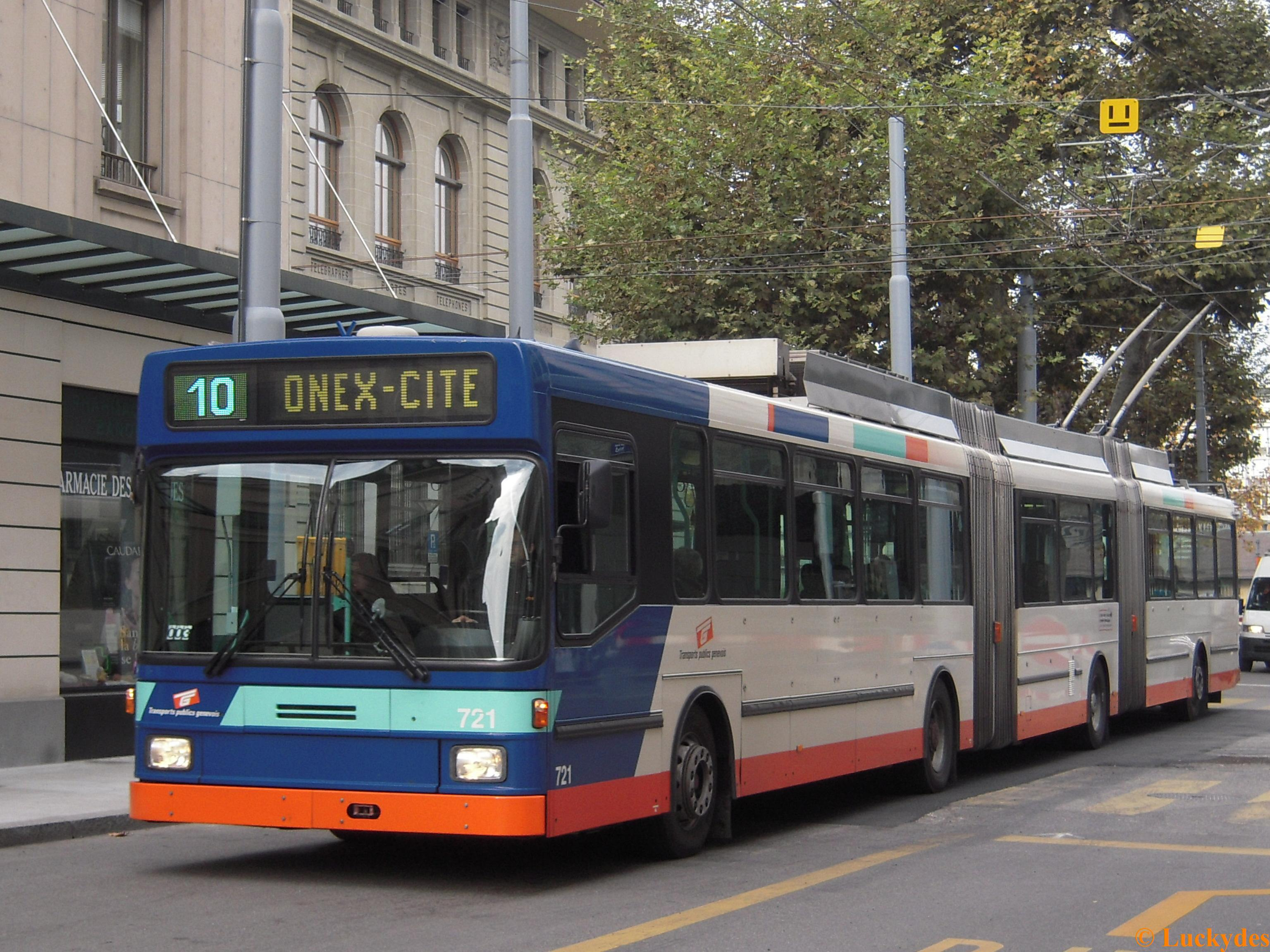
Prototype lighTram, circulant à Genève

Le Hess lighTram est un bus articulé ou bi-articulé produit soit en tant que trolleybus soit en tant que bus hybride-électrique. Le châssis ainsi que la carrosserie sont produits par l'entreprise suisse Carrosserie Hess et le système de propulsion par l'allemand Vossloh Kiepe. Dérivé du trolleybus articulé Swisstrolley 3 puis 4 du même constructeur, il porte officiellement le nom lighTram 3 ou lighTram 4 selon la génération.
Le lighTram 25 mesure 24,7 m de long pour 24,6 tonnes et est à plancher bas intégral. Il possède 4 essieux, deux dans la partie avant et un dans chaque partie articulée. Les deuxième et troisième sont motorisés tandis que les premier et quatrième sont orientables.

## Versions

### Hybride

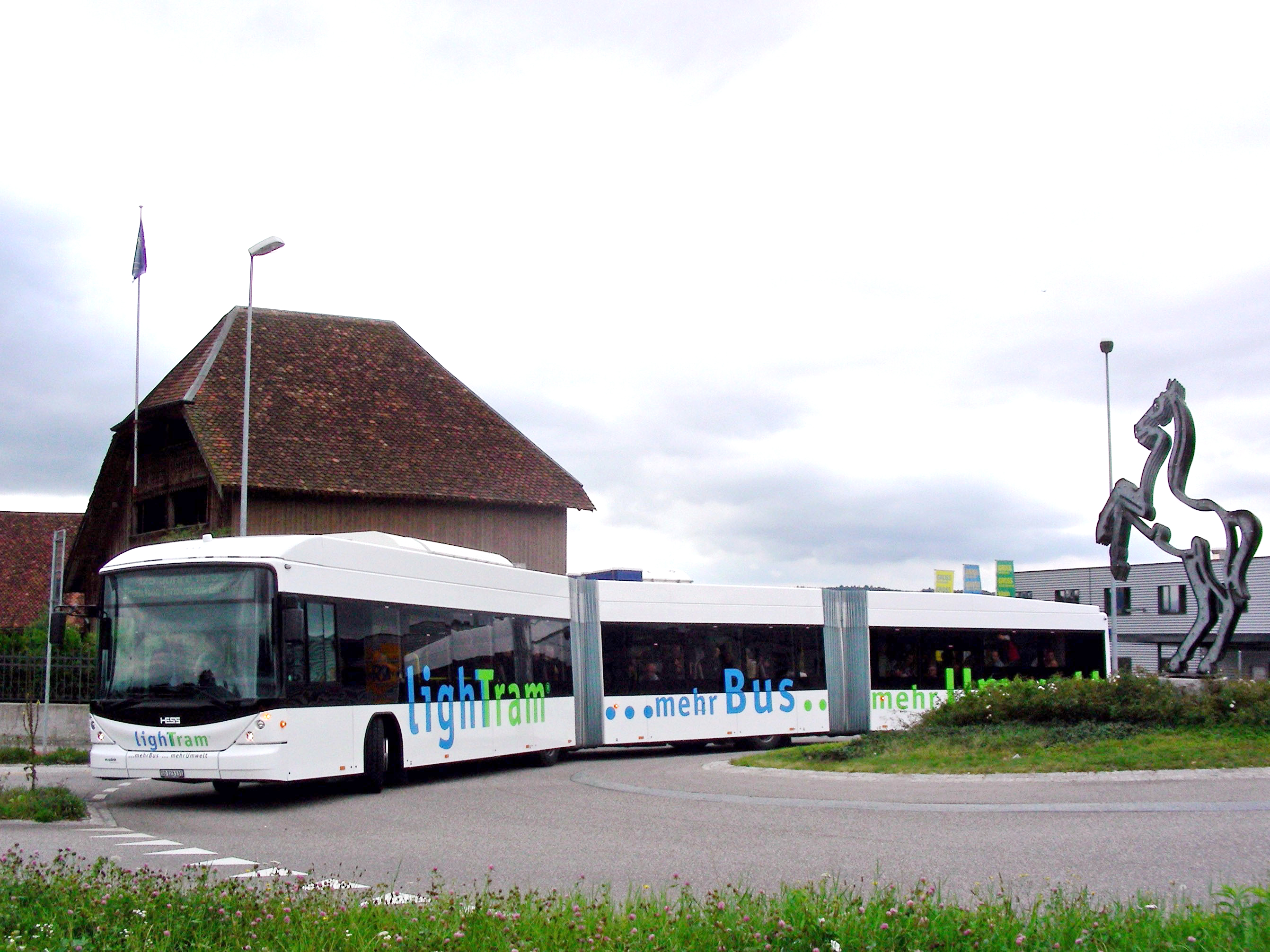
Prototype du lighTram hybride circulant lors d'une journée porte-ouverte chez Hess

En juin 2007, le premier prototype de la variante hybride du lighTram circule pendant six semaines sur le réseau de bus du canton de Zoug : c'est le premier bus bi-articulé à propulsion hybride du monde. Les deux moteurs électriques y sont remplacés par deux moteurs thermiques Scania. Entre avril et juin 2008, il est comparé à Hambourg avec le Van Hool AGG300, un autre bi-articulé. Puis il est aussi testé à Munich, Dresde, Oberhausen et Iéna, et parcours 40 000 km sans problèmes majeurs. Du 24 au 25 novembre 2009, il est également testé sur la ligne 4 du Busway de Nantes,,.
En mai 2009, les deux premiers lighTram hybrides produits en séries sont mis en circulation chez le transporteur Voyages Emile Weber à Canach au Luxembourg .

### Trolleybus
Le Hess Swisstrolley n°709 genevois est converti en 2003 en bi-articulé, une première en Suisse, pour des essais. Il servira de prototype pour les trolleybus lighTram suivants.

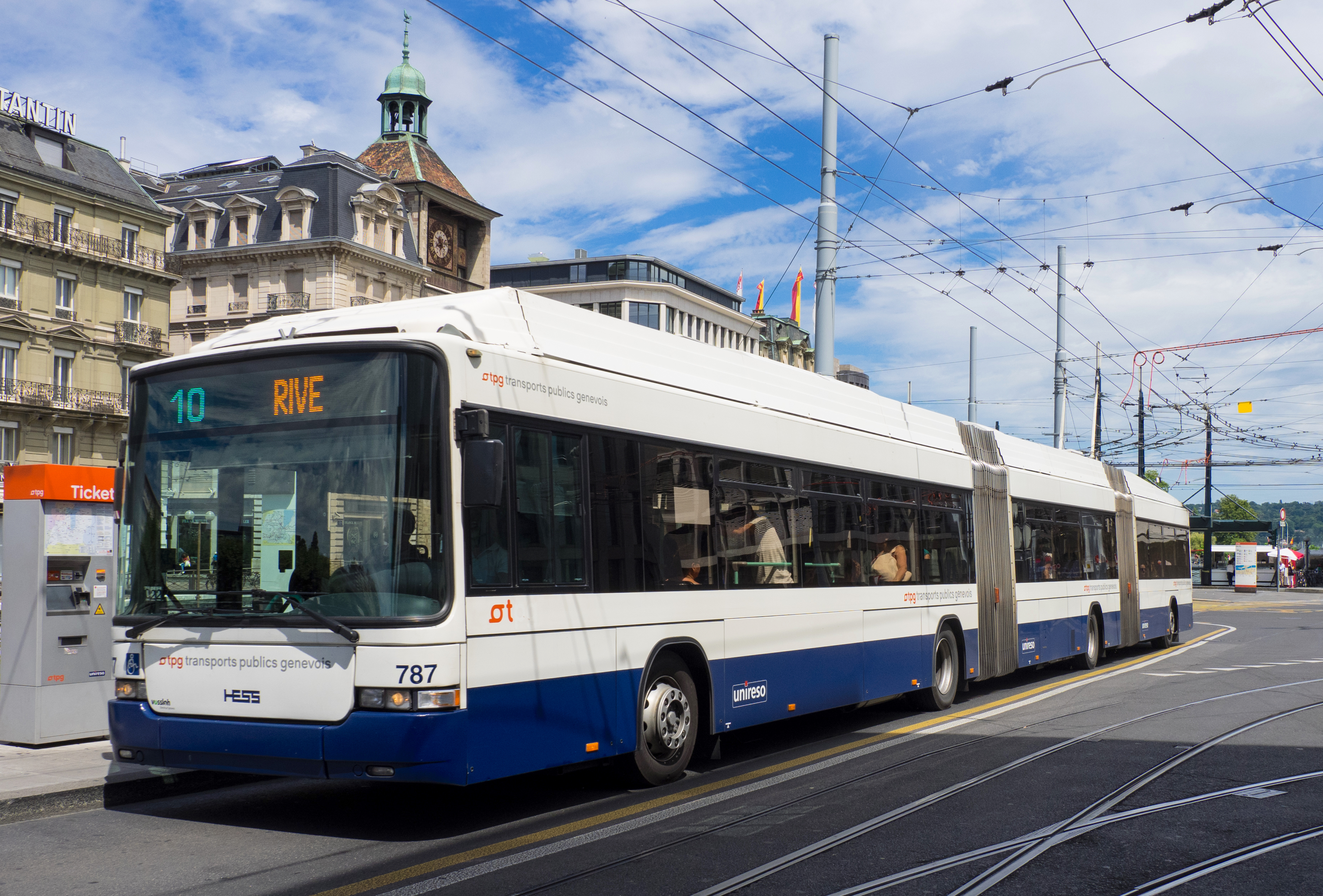
Un lighTram 3 sur la ligne 10 du réseau de trolleybus de Genève, ici place Bel-Air.

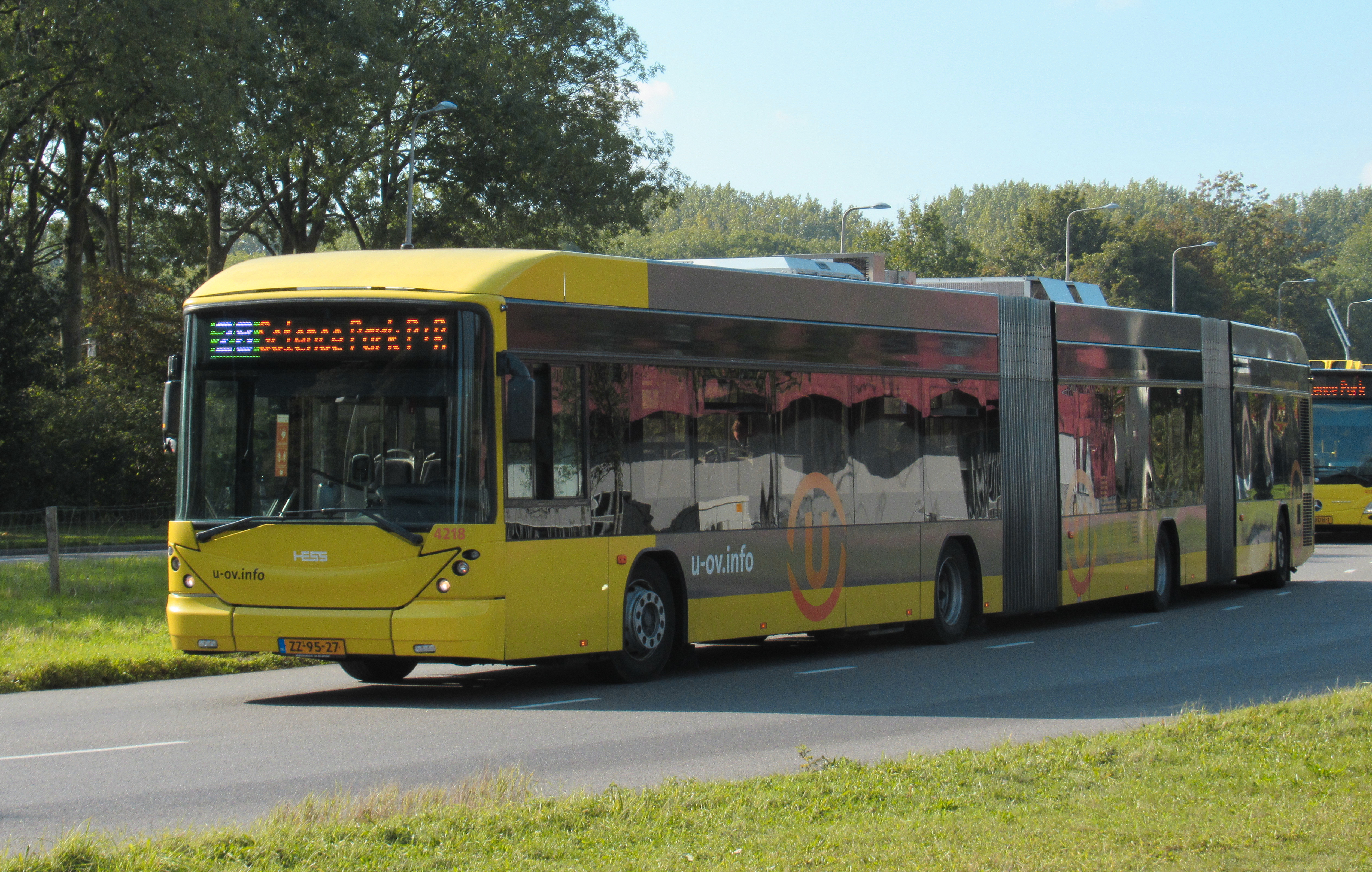
Un Hess LighTram 3 facelift sur le réseau d'Utrecht.

#### Hess lighTram 3
Les 37 lighTram 3 produits, sont répartis dans 4 villes suisses.
| Ville      | Nombre | Numéro de parc | Année de livraison |
| ---------- | ------ | -------------- | ------------------ |
| Zurich     | 17     | 61 à 77        | 2007/08            |
| Genève     | 10     | 781 à 790      | 2005/06            |
| Saint-Gall | 7      | 188 à 194      | 2009               |
| Lucerne    | 3      | 231 à 233      | 2006               |

#### Hess lighTram 4

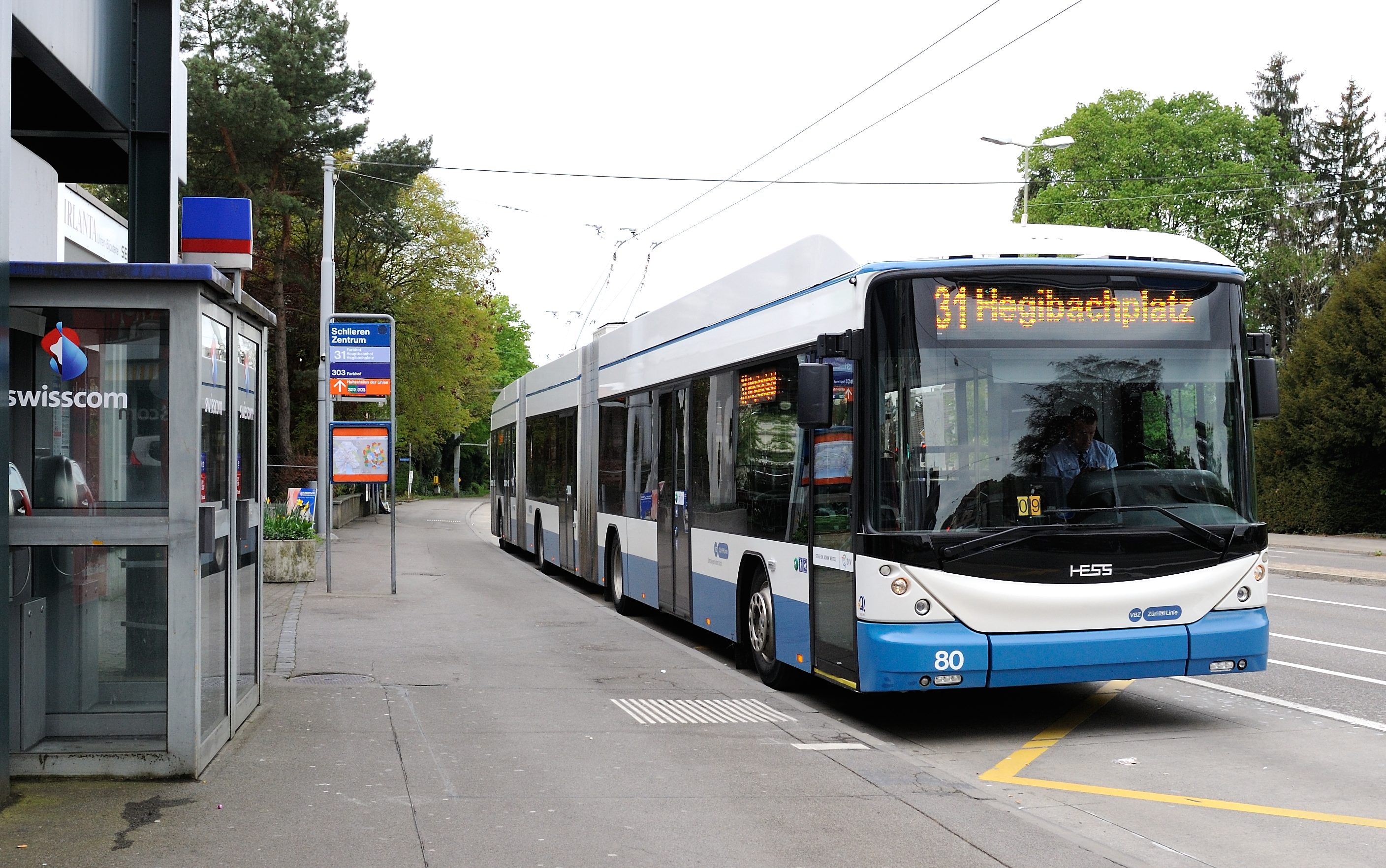
Un Hess Lightram 4 à la face avant classique sur le réseau VBZ de Zurich.

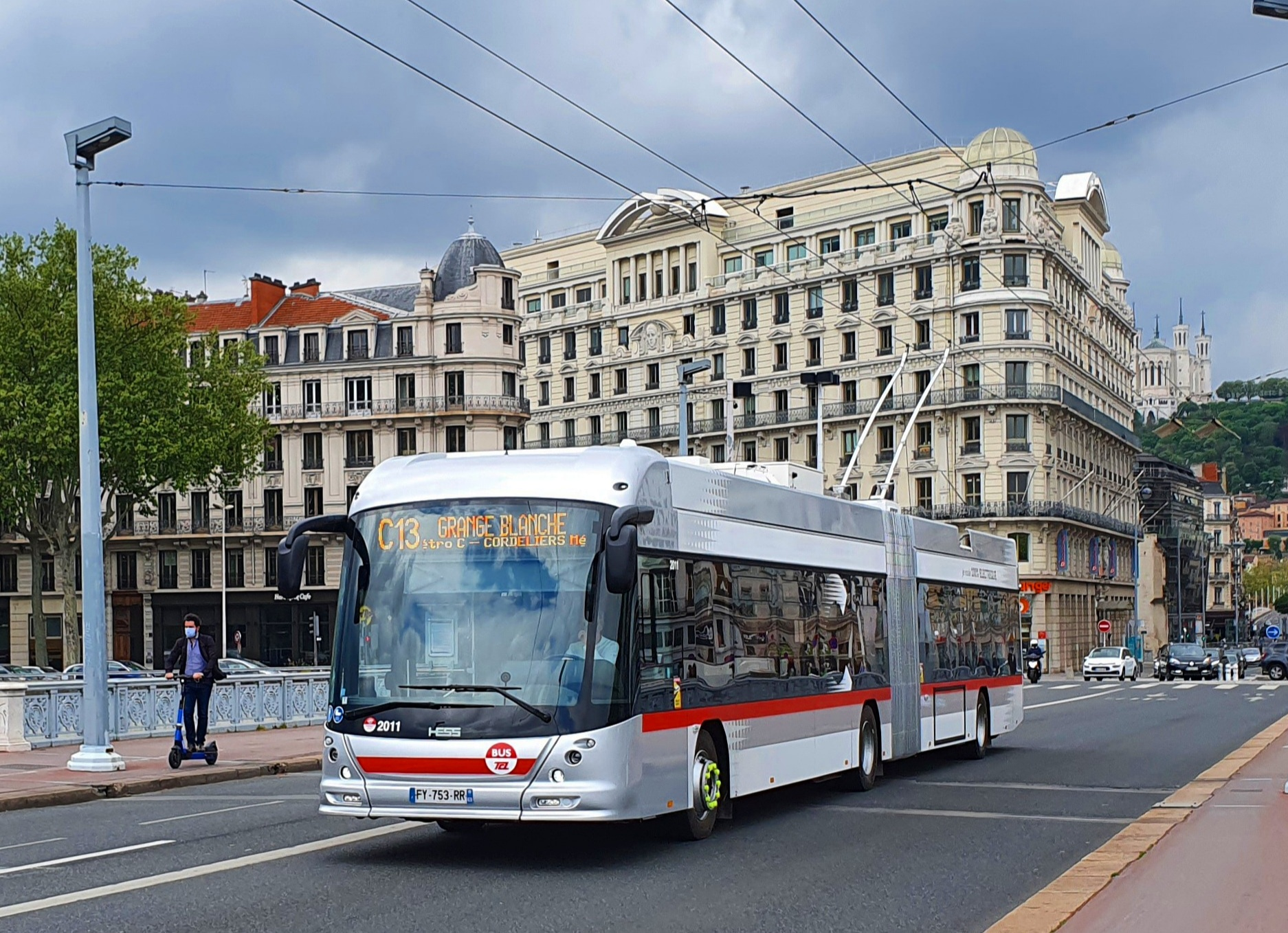
Un Hess Lightram 4 à la face avant arrondie sur le réseau TCL de Lyon.

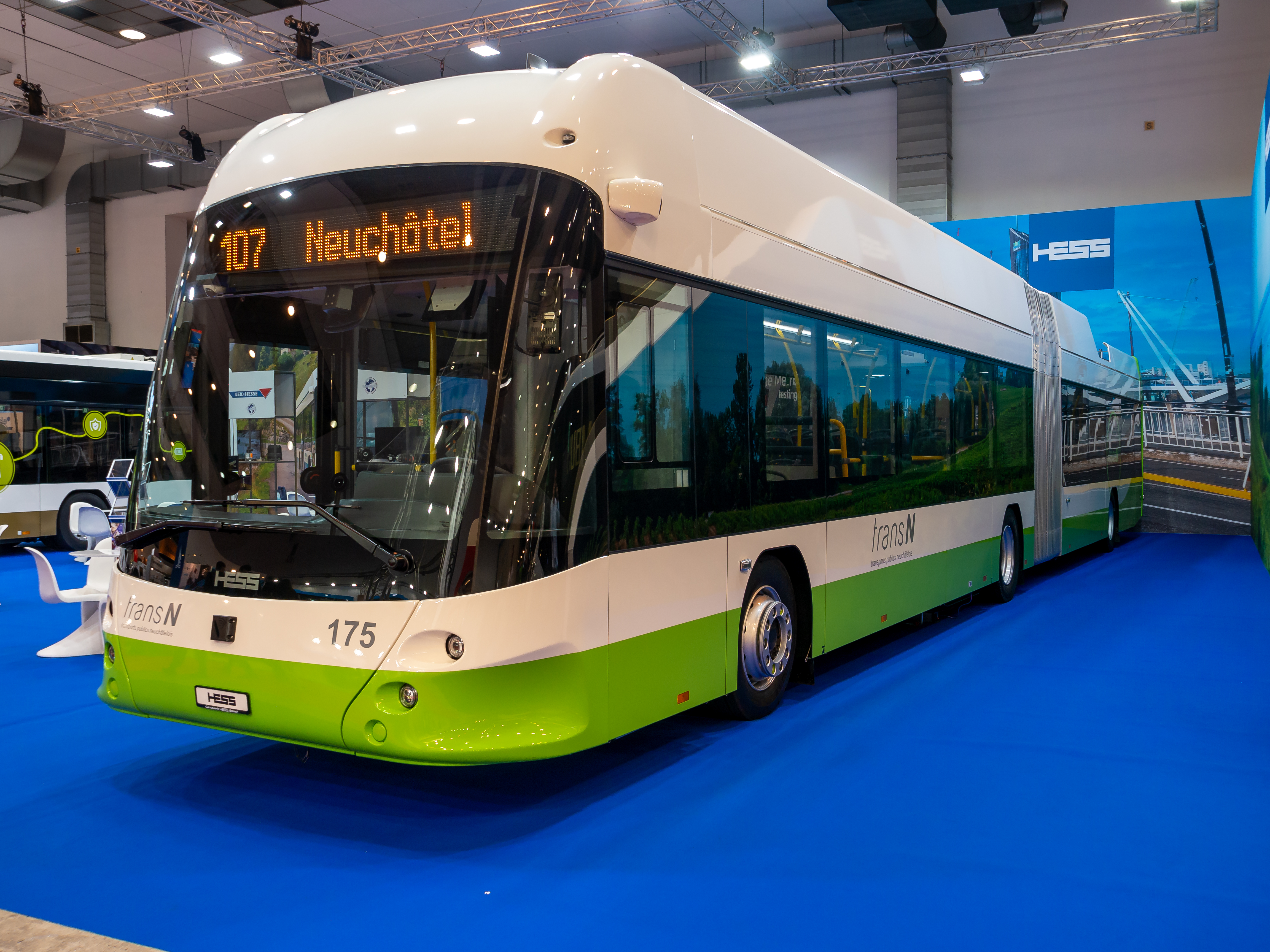
Un des nouveaux Hess LighTram 4 facelift des TransN de Neuchâtel.

La nouvelle version du lighTram apporte deux nouvelles faces avant, une classique et une autre plus arrondie sur ceux de Lucerne et Nantes. En 2016, 40 exemplaires ont été produits et circulent tous en Suisse. En 2019, 22 exemplaires en version TOSA ont été produits pour le réseau TAN de Nantes.
| Ville   | Nombre                 | Numéro de parc        | Année de livraison |
| ------- | ---------------------- | --------------------- | ------------------ |
| Zurich  | 12                     | 78 à 89               | 2012               |
| Zurich  | 2                      | 90 et 91              | 2014               |
| Lucerne | 26                     | 234 à 242 / 401 à 417 | 2014/2016          |
| Lyon    | 34 (+122 en livraison) | 2001 à 2034           | 2019/2024          |
| Nantes  | 22                     | 201 à 222             | 2019/2020          |

#### Hess lighTram 4f
À partir de début 2023, des LighTram ont été mis en service sur le réseau de Neuchâtel et Bâle avec une face restylisée, dite facelift. Les courbes et les lignes sont redessinées, et adoucies, les coins sont arrondis. Les trois optiques avant ne sont plus que deux, les clignotants ayant été intégrés dans celui des phares. La face arrière laisse place également à une baie vitrée légèrement plus grande.
Les commandes de la ville de Brisbane et de Nancy – dont les véhicules sont en phase de tests – profiteront également de ce nouveau design.

### Motorisations électriques
Les véhicules proposés par le constructeur suisse peuvent recevoir un bon nombre d'options pour convenir aux différentes spécificités des exploitants. Parmi elles, les clients peuvent choisir entre 4 motorisations électriques différentes :
- Dynamic charging (DC) : Ce système d'alimentation est celui qui se rapproche  le plus de celui d'un trolleybus traditionnel ; le véhicule peut se déplacer à l'aide de bifilaires qu'il atteint grâce à ses perches. Cette arrivée électrique va lui permettre d'alimenter ses moteurs d'une capacité de 380 kWh[6], et de recharger une batterie qui leur permet de circuler avec une autonomie à partir de 15 km. Cette solution offre les avantages techniques du trolleybus, tout en restant flexible grâce à l'utilisation de la technologie IMC. Elle est généralement proposée sur les véhicules les plus capacitaires de la gamme. Ce système fonctionne dans de nombreuses villes en Europe, notamment à partir du printemps 2025 sur le réseau Stan de Nancy.
- Trolleybus Optimisation du Système d'Alimentation (TOSA) : Ce système d'alimentation utilise des batteries, à recharge ponctuelle. La ligne profite à des arrêts stratégiques de poteaux totem, et vient s'y connecter grâce à un bras se levant du véhicule à l'approche de l'arrêt. Ce totem est relié à une sous-station qui fournira jusqu'à 600 kVA en moins de 20 seconde pour une charge rapide, et 436 kVA aux terminus. Ce système nommé Grid-eMotion Flash est fourni par Hitachi Energy[7],[8]. Le bras de charge du bus se replie ensuite, et le bus peut repartir de façon autonome. Les stations sont équipées environ tous les 1200 à 1500 mètres, mais le système possède une autonomie d'environ 30 kilomètres. Ce système fonctionne notamment sur le réseau Naolib de Nantes.
- Opportunity Charging (OPP) : Ce système d'alimentation utilise des batteries, à recharge ponctuelle. La charge s'effectue via un pantographe sur le toit qui, relié à une sous-station à chaque terminus, recharge la batterie du bus[9]. En fonction des commandes, soit un pantographe descend d'un totem lorsque le bus entre sur le quai, et entre en contact avec deux connecteurs sur le toit du bus (top-down), soit un bras muni de barres coulissantes surmontées d'un connecteur se lève du véhicule afin d'atteindre un entonnoir unique – similaire aux entonnoirs d'emperchage pour un trolleybus – qui fournira l'électricité au bus (bottom-up). Ce totem fourni une recharge de 450 kW en 5 minutes, et le système possède une autonomie allant de 40 kilomètres à 100 kilomètres pour certains modèles. Ce système fonctionne notamment à Bâle sur le réseau BVB.
- Bus à batterie (PLUG) : Ce système d'alimentation fonctionne exclusivement des batteries à recharge journalière. Les chargeurs proposeront une recharge de 150 kW, sur des batteries d'une capacité allant de 300 kWh à 820 kWh, en fonction des options choisies. La recharge durera environ 5h30[10] pour une autonomie de 200 à 300 kilomètres[11]. Cette solution ne nécessite aucune infrastructure à l'exception des chargeurs au dépôt. Elle est généralement proposée sur les plus petits véhicules de la gamme.

Tous ces systèmes s'appuient sur une recharge classique au dépôt, les bus commencent donc leur service avec une batterie pleinement chargée.

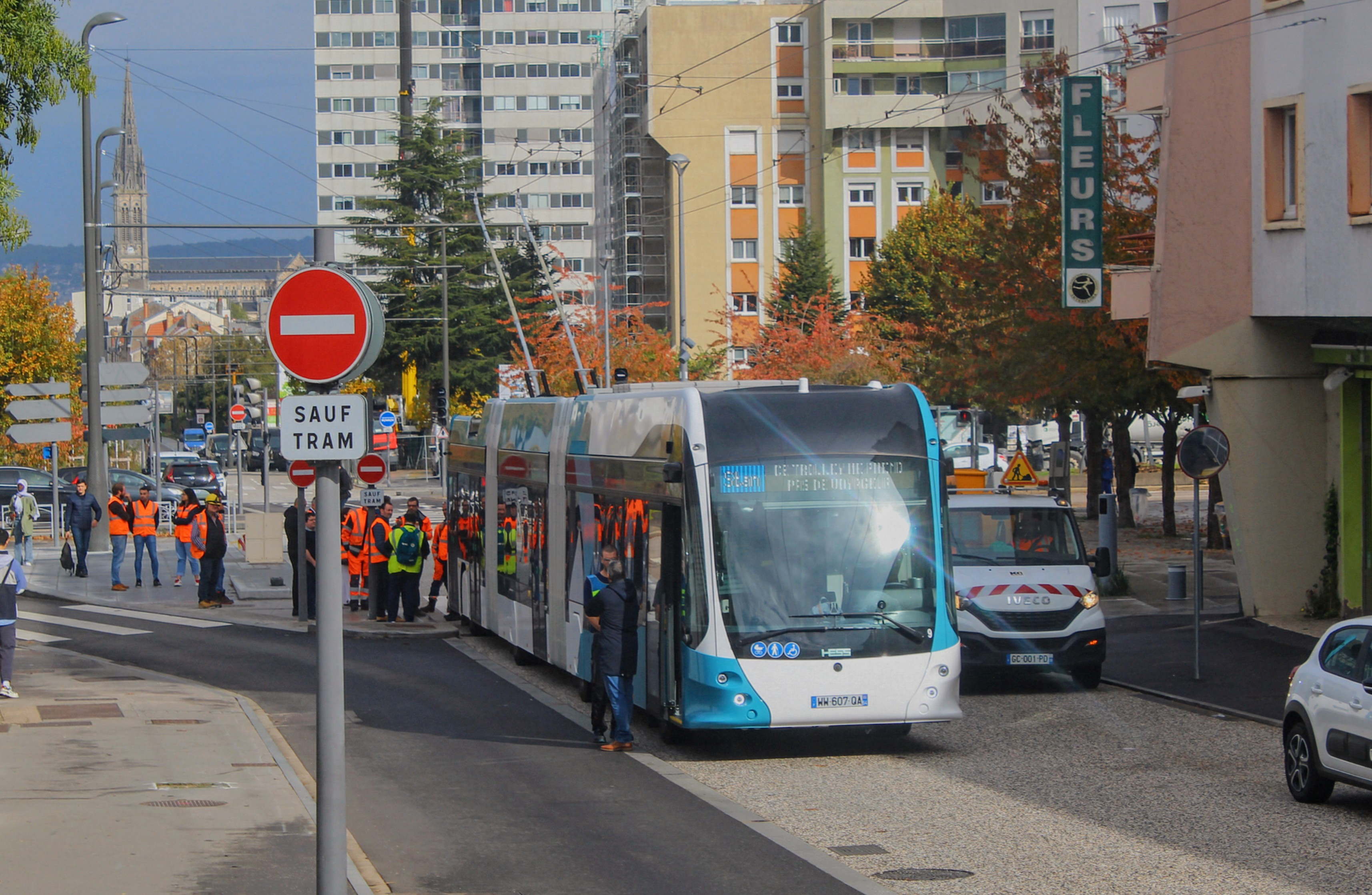
Un lighTram 25 DC de Nancy lors de sa phase de tests le réseau Stan.
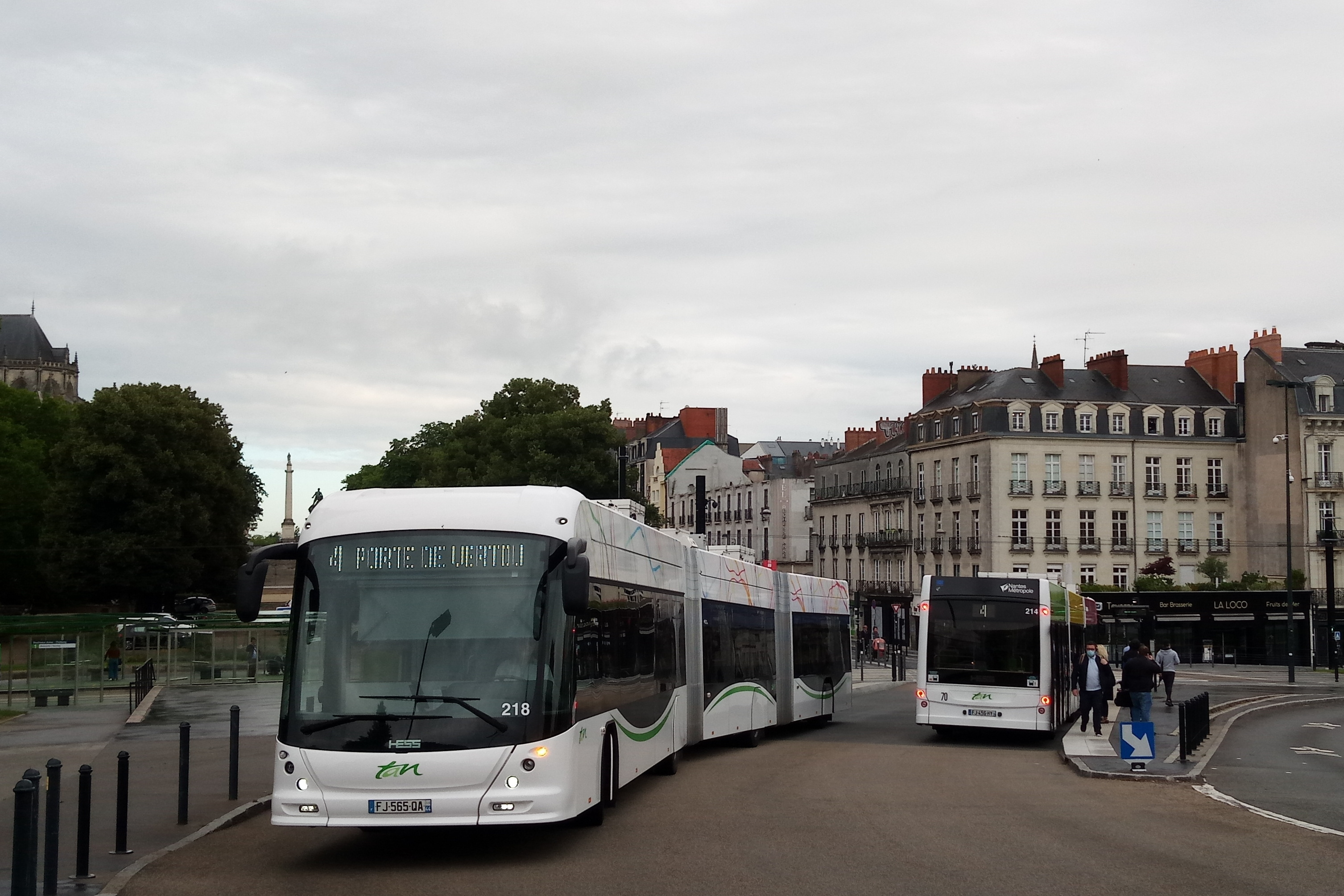
Deux lighTram 25 TOSA en service à Nantes sur le réseau Naolib (ex-Tan).
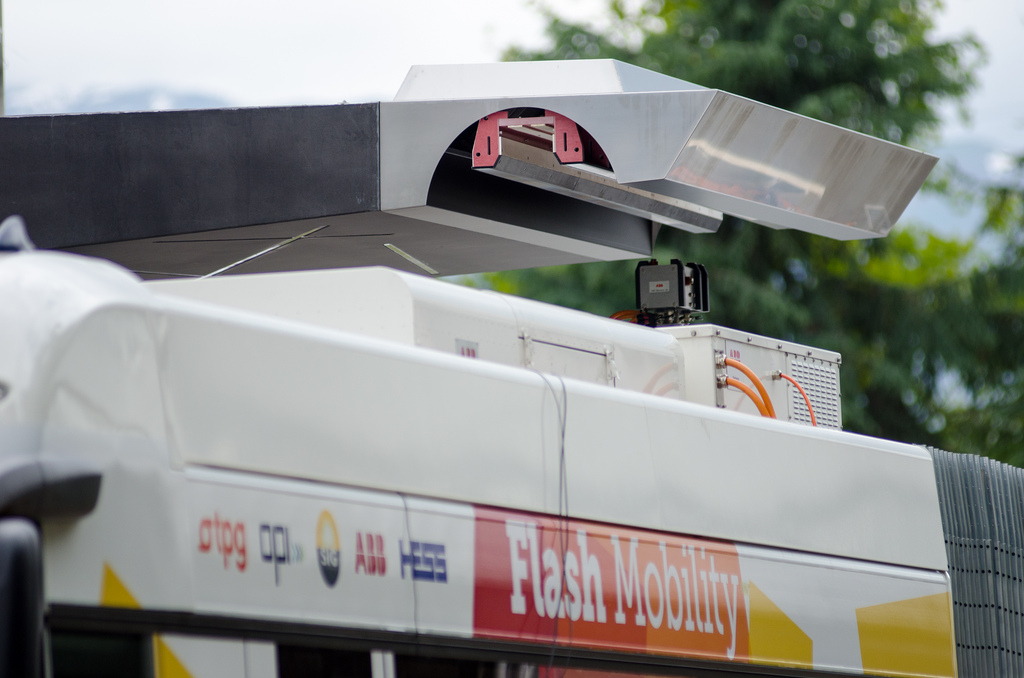
Système de recharge d'un bus TOSA du réseau TPG de Genève.
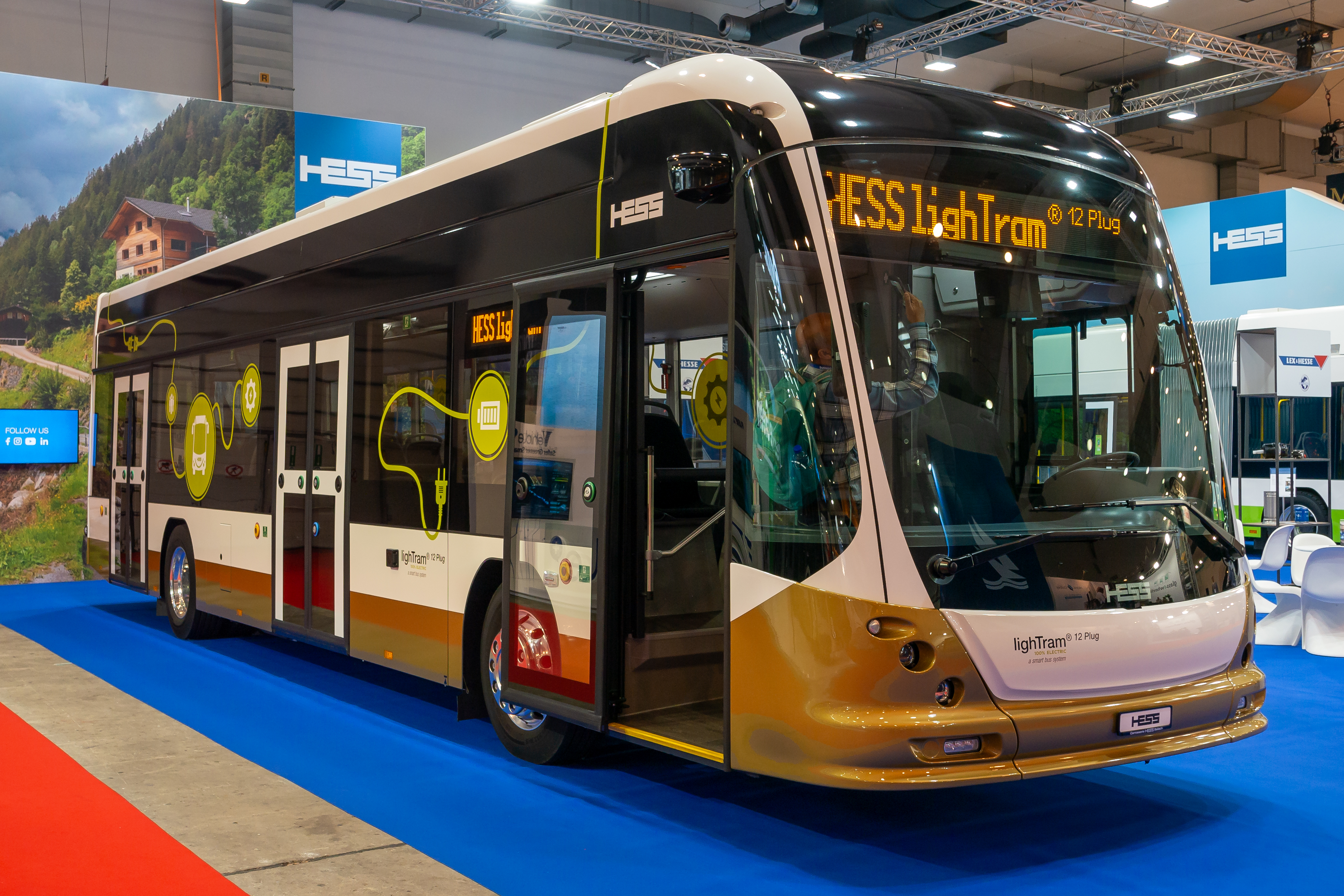
Un lighTram 12 PLUG en présentation au salon AGIR de Montpellier.